# Aero-Kros MP-02 Czajka
Aero-Kros MP-02 Czajka – polski samolot ultralekki, zaprojektowany i rozwinięty przez firmę Aero-Kros z Krosna, przedstawiony podczas targów lotniczych Friedrichshafen w 2009 r. Maszyna jest dostarczana jako gotowa do lotu.
Od marca 2017 r. konstrukcja jest budowana przez HMS Aviation, także znajdującą się w Krośnie.

## Projekt i rozwój
Czajka jest ultralekkim samolotem dwuosobowym i jest wpisany na Listę Typów Zakwalifikowanych przez Urząd Lotnictwa Cywilnego. Samolot jest wolnonośnym górnopłatem ze śmigłem ciągnącym (z przodu samolotu), z siedzeniami obok siebie i z trójkołowym podwoziem.
Maszyna jest zbudowana z włókna węglowego wzmocnionego polimerem. Skrzydła o rozpiętości 9,72 m wyposażono w klapy dwuszczelinowe, dzięki czemu prędkość przeciągnięcia jest zgodna z wymaganiami FAI dotyczącymi lekkich samolotów dwuosobowych. Standardowy czterocylindrowy silnik Rotax 912 ULS o mocy 100 KM (75 kW) pozwala na lot z prędkością podróżną 230 km/h. Kabina ma szerokość 1,215 m.

## Dane techniczne
Dane z Bayerl and Tacke:
Ogólna charakterystyka:
- Załoga: 1
- Pasażerowie: 1
- Rozpiętość skrzydeł: 9,72 m
- Powierzchnia skrzydeł: 10,2 m2
- Masa własna: >268 kg (w zależności od wyposażenia)
- Masa maksymalna : 472,5 kg (w kategorii ultralekki)
- Rozbieg / Dobieg: 120m / 80m
- Ilość paliwa: 112 l
- Napęd: 1 czterocylindrowy Rotax 912 ULS chłodzony płynem i powietrzem o mocy 75 kW (101 KM) lub Rotax 912 IS Sport

Osiągi:
- Prędkość maksymalna: 260 km/h
- Prędkość przelotowa: 210-240 km/h (śmigło stałe lub przestawialne)
- Prędkość przeciągnięcia: 65 km/h
- Prędkość wznoszenia: 6,5 m/s
- Obciążenie powierzchni skrzydeł: 46,3 kg/m2